# Tremella pertusariae
Tremella pertusariae is een schimmel tot de familie Tremellaceae. Het leeft parasitair op korstmossen. Hij komt voor op het open speldenkussentje (Pertusaria hymenea).

## Verspreiding
In Nederland is het slechts tweemaal gerapporteerd. De eerste vondst stamt uit 2001.